# Roswith Capesius
Roswith Capesius (Bukarest, 1929. február 4. – Bukarest, 1984. március 14.) erdélyi szász festő, díszlettervező, író és néprajzkutató.
Édesapja Bernhard Capesius író volt. A középiskolát Nagyszebenben végezte, majd a bukaresti „Nicolae Grigorescu” Művészeti Akadémián tanult. 1975-ben védett doktori értekezése a román parasztbútorokról szólt. 1975-től haláláig a bukaresti Etnológiai Intézetben dolgozott. Férje Oskar Pastior író volt.

## Művei
- Zwischen Fenster und Sein. Gedichte, Kriterion, Bukarest, 1970
- Das siebenbürgisch-sächsische Bauernhaus. Wohnkultur, Kriterion, Bukarest, 1977
- Zeichen auf der Schwelle / Gedichte, Kriterion, Bukarest, 1980
- Siebenbürgisch-sächsische Schreinermalerei, Bukarest, 1983

### Társszerzőként
- Arta populară românescă, Bukarest, 1969.
- Aus der Volkskunde der Siebenbürger Sachsen, Honterus, Sibiu, 2003, ISBN 973-86634-0-7.

## Fordítás
Ez a szócikk részben vagy egészben  a   Roswith Capesius című román Wikipédia-szócikk ezen változatának fordításán alapul.  Az eredeti cikk szerkesztőit annak laptörténete sorolja fel. Ez a jelzés csupán a megfogalmazás eredetét és a szerzői jogokat jelzi, nem szolgál a cikkben szereplő információk forrásmegjelöléseként.